# Автошлях E531
E531 — це дорога класу B транс'європейської міжнародної мережі доріг E в Німеччині, що з'єднує міста Оффенбург і Донауешинген.

## Розв'язки трас та Е-дороги
- Німеччина  (через спільні вивіски  B33a потім  B33)
  - Оффенбург:  E35
  - Філлінген-Швеннінген
  - Бад-Дюрргайм
  - Донауешинген